# ジョン・ペンドリー
サー・ジョン・ブライアン・ペンドリー (Sir John Brian Pendry、1943年7月4日 - ) はイギリスの理論物理学者である。屈折率の研究と初めて実用的な「透明マント」を考案したことで有名。
インペリアル・カレッジ・ロンドンで理論固体物理学の教授を務めており、そこで物理学科長(1998年 – 2001年)と理学部長(2001年 – 2002年)も務めた。ケンブリッジ大学のダウニング・カレッジ（学部時代の出身学寮）の名誉フェローであり、IEEEフェローである。

## 経歴
マンチェスター出身。父は石油販売代理人であった。ケンブリッジ大学で自然科学のPhDを取得し、1969年から1975年にかけてケンブリッジ大学のダウニングカレッジで研究員に指名された。1972年から翌年まではベル研究所で過ごし、1975年から1981年にかけてSERC Daresbury研究所の理論グループの長を務め、その後は引退までインペリアル・カレッジ・ロンドンで理論物理学長を務めた。1993年から1996年までRoyal College of Scienceの学長、1998年から2001年まで物理学科長、2001年から2002年まで理学部長を務めた。300以上の研究論文を執筆し、多くの実験的イニシアティブを奨励している。
1984年に王立協会フェロー(FRS)に選出され、2004年の国王誕生記念叙勲でナイトを授かった。2008年、65歳の誕生日を記念してJournal of Physics: Condensed Matterが彼に献呈された。
ケンブリッジ大学で知り合った、数学者で国税官となったPatと結婚した。子供はいない。趣味はピアノ演奏など。
2024年11月10日、京都賞を先端技術部門で受賞した。

## 研究
幅広い種類の論説や書籍を著し、共著にも名を連ねる。
ペンドリーは低速電子線回折(LEED)に関する研究で博士号を取得した。これは材料の表面を調べる技術であり、その基本原理は1920年代に発見されていたが、ペンドリーがその結果を計算する方法を開発したことで実用的となった。指導教員だったフォルカー・ハイネはペンドリーの様子を見て「私が自分では決してできなかったことを独立して行った数少ない研究生の1人である」と述べている。ベル研究所では、パトリック・A・リーとともに光電子分光法を用いてEXAFSの数量化理論を開発した。ペンドリーはこの業績により1996年にディラック賞を受賞している。
ペンドリーは、光電子放出の問題は自身が行ったLEEDの研究と似ていることに気がついた。彼は理論グループ長として角度分解光電子放出の理論を発表した。これは現在でも当該分野の標準的なモデルとなっている。これらの方法により固体および表面における電子のバンド構造を前例のないほどの精度で決定することが可能となり、1980年には逆光電子の技術を提案し、これは非占有電子状態を調べるのに広く用いられている。
イギリスを代表する理論表面物理学者としての地位を維持しつつ、インペリアル・カレッジ・ロンドンでは無秩序媒質中での電子の振る舞いの研究を始め、1次元における一般的な散乱問題の完全解を導き出し、生体分子の導電率に関連するより高次元の研究のための高度な技術を得た。1994年にフォトニック・バンド構造に関する最初の論文を発表し、金属系と光の相互作用を発見した。これはメタマテリアルのアイディアにつながった。

### 完全レンズ
ロシアの科学者ヴィクトル・ヴェセラゴにより行われた研究を拡張し、焦点が理論的には完全なレンズを作成する単純な方法を提案した2000年のPhysical Review Lettersの論文は彼が執筆した中で最も引用された論文となっている。当初はこの短い論文がそのような革新的なアイデアを提示しているとは信じることができず批判する者が多かったが、ペンドリーのアイデアは後に実験的に確認され、スーパーレンズの概念はナノスケール光学に革命をもたらした。

### 透明マント
2006年、物体の周りに物体を効果的に見えなくするための容器を形成することで光を曲げるというアイデアを思いつき、これをマイクロ波帯で実証したデューク大学のデイヴィッド・R・スミスとともに論文を著した。この発想は一般的には透明マントとして知られ、メタマテリアルの分野において多くの研究を刺激した。2009年にペンドリーとStefan Maierは可視光の範囲で完全レンズと透明マントを開発するための大規模な助成金をLeverhulme Trustから受けた。

## 受賞歴
- 1994年 BVC賞（the British Vacuum Council）
- 1996年 ポール・ディラック賞
- 2005年 ベーカリアン・メダル
- 2006年 ロイヤル・メダル
- 2009年 トムソン・ロイター引用栄誉賞
- 2010年 ウィリス・ラム賞
- 2013年 アイザック・ニュートン・メダル、ユリウス・シュプリンガー応用物理学賞
- 2014年 カヴリ賞 ナノサイエンス部門[21]。
- 2016年 ダン・デイヴィッド賞
- 2024年 京都賞先端技術部門 [9]